# Mahan Air
Mahan Air — иранская авиакомпания, базирующаяся в Тегеранском международном аэропорту Имам Хомейни. Mahan Air стала членом ИАТА в 2001 году. Она выполняет регулярные и чартерные рейсы внутри Ирана и за границу страны.

## География полётов
Mahan Air выполняет регулярные рейсы в 27 городов.

### Внутренние рейсы
| - Ассалуйе - Ахваз - Бендер-Аббас - Дизфуль - Ираншехр | - Исфахан - Керман - остров Киш - Мешхед - Махшхер | - Шираз - Сирджан - Тегеран - Заболь - Захедан |

### Международные рейсы
| Азия - Алма-Ата - Бангкок - Нью-Дели - Лахор - Кочи - Шанхай - Гуанчжоу - Пекин | Кабул | Европа - Стамбул - Варна - Дюссельдорф - Бирмингем - Манчестер - Санкт-Петербург - Москва (Внуково) - Москва (Шереметьево) - Грозный |

## Флот
В июле 2025 года флот Mahan Airlines состоял из 39 самолетов, средний возраст которых 28,8 лет:

### Выведенные из эксплуатации модели
В различные периоды своей истории Mahan Air также эксплуатировала следующие типы воздушных судов:
- Airbus A321-100
- Boeing 747-300
- Lockheed L-1011 TriStar
- McDonnell Douglas MD-80
- Ту-154М
- Ту-204-120

## Происшествия
7 марта 2005 года Airbus А310, принадлежащий Mahan Air, выкатился за пределы взлётно-посадочной полосы в Международном аэропорту Мехрабад. На борту было 77 пассажиров и 14 членов экипажа, в результате инцидента никто не пострадал.